# Francis Grierson
Benjamin Henry Jesse Francis Shepard (geboren am 18. September 1848 in Birkenhead, England; gestorben am 29. Mai 1927 in Los Angeles, Vereinigte Staaten) war ein amerikanischer Pianist, Schriftsteller und Okkultist.

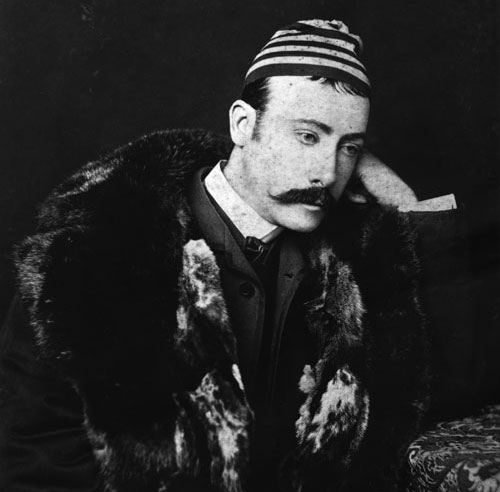
Francis Grierson um 1890

Im ausgehenden 19. Jahrhundert erwarb er sich mit Improvisationen auf dem Klavier einige Anerkennung in den Salons und Hofzirkeln von Paris, St. Petersburg und anderen europäischen Metropolen. Daneben wusste er sich erfolgreich als Medium in spiritistischen Séancen in Szene zu setzen. Nachdem er sich 1896 in London niedergelassen hatte, nannte er sich nach dem Geburtsnamen seiner Mutter Francis Grierson und hatte unter diesem Namen eine mäßig erfolgreiche Karriere als Autor von Essays über Kunst, Gesellschaft und Spiritualität. Während seine musikalischen Leistungen – als Improvisationen nie notiert – nach seinem Tod völlig der Vergessenheit anheimfielen und seine Essays kaum noch gelesen wurden, rückte Grierson 1948 unerwartet wieder ins Interesse der Literaturwissenschaft, als Bernard DeVoto Griersons erstmals 1909 erschienenes autobiografisches Werk The Valley of Shadows neu herausgab. In diesem Buch, in den Worten Edmund Wilsons eine der „seltsamsten Anomalien“ der amerikanischen Literaturgeschichte, schilderte der alternde Grierson seine Kindheit in einer einfachen Blockhütte in der Prärie von Illinois in den Jahren vor dem Ausbruch des Bürgerkriegs.

## Leben

### Jugend (1848–1869)
Benjamin Henry Jesse Francis Shepard wurde 1848 in der englischen Hafenstadt Birkenhead geboren. Infolge einer schweren Wirtschaftskrise in England wanderte seine Familie noch im selben Jahr nach Amerika aus und erwarb eine Blockhütte im Sangamon County im Bundesstaat Illinois, der damals noch zur westlichen Siedlungsgrenze, der Frontier, gezählt wurde. Seine Eltern, insbesondere seine Mutter, taten sich mit den Entbehrungen des Frontierlebens schwer; Jesse Shepard hingegen empfand seine Kindheit insbesondere deswegen als glücklich, da er bis zum Alter von zehn Jahren nicht genötigt wurde, eine Schule zu besuchen, und stattdessen viel Zeit in der Natur verbringen konnte. 1859 nahm sein Vater eine Anstellung in der Großstadt St. Louis an, später zogen seine Eltern kurzzeitig nach Niagara Falls und schließlich nach Chicago, bevor sie 1871 nach England zurückkehrten.
Shepards Kindheit in Illinois wurde, wie in The Valley of Shadows deutlich wird, entscheidend von den großen religiösen und politischen Umwälzungen geprägt, die das gesamte Land, insbesondere aber Illinois in den 1850er Jahren erfassten: die Erweckungsbewegung des Second Great Awakening, die Radikalisierung der Antisklavereibewegung und der Aufstieg Abraham Lincolns zur nationalen Hoffnungsfigur. Die Blockhütte der Shepards war eine Station der sogenannten Underground Railroad, über die die Abolitionisten flüchtige Sklaven nach Kanada schmuggelten. Als Zehnjähriger wurde Shepard Zeuge einer der historischen Debatten zwischen Abraham Lincoln und dessen Rivalen Stephen A. Douglas. Als Schüler erlebte er 1861 Scharmützel zwischen Sezessionisten und Unionstruppen in St. Louis, ab Juni des Jahres diente er, obwohl erst dreizehn Jahre alt, im Stab von Generalmajor John Charles Frémont, der die Unionstruppen im Mississippital befehligte. Mit besonderem Stolz erfüllten Shepard die militärischen Erfolge des Kavalleriegenerals Benjamin Grierson, eines Cousins seiner Mutter; sie werden in den letzten Kapiteln von The Valley of Shadows geschildert.
Sein musikalisches Talent will Shepard im Alter von 16 Jahren entdeckt haben, als er durch ein offenes Fenster in das Haus eines Nachbarn einbrach, sich an ein Klavier setzte und ohne Vorkenntnisse darauf zu spielen begann. Auch während seiner späteren Karriere gab er immer an, dass er keinerlei musikalische Ausbildung genossen habe, doch bezeugt ein Brief seiner Mutter, dass er in St. Louis durchaus Klavierunterricht genommen hatte. Dort wurde auch Shepards Gesangstalent entdeckt – er hatte einen Stimmumfang von vier Oktaven –, so dass er bald in verschiedenen Kirchen die Messe sang. Stéphane Mallarmé soll später anerkennend geäußert haben, seine Stimme sei „keine Stimme, sondern ein Chor“. 1868 verließ er sein Elternhaus und versuchte sein Glück in New York, Boston und Baltimore, wo er sich mit Gelegenheitsarbeiten durchschlug.

### Karriere als Musiker und Spiritist (1869–1890)

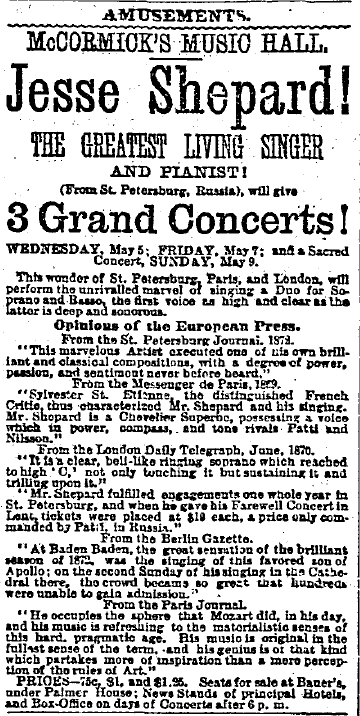
Eine Annonce in der Chicago Daily Tribune vom 2. Mai 1875 preist Shepard als den „größten lebenden Sänger und Pianisten“ an

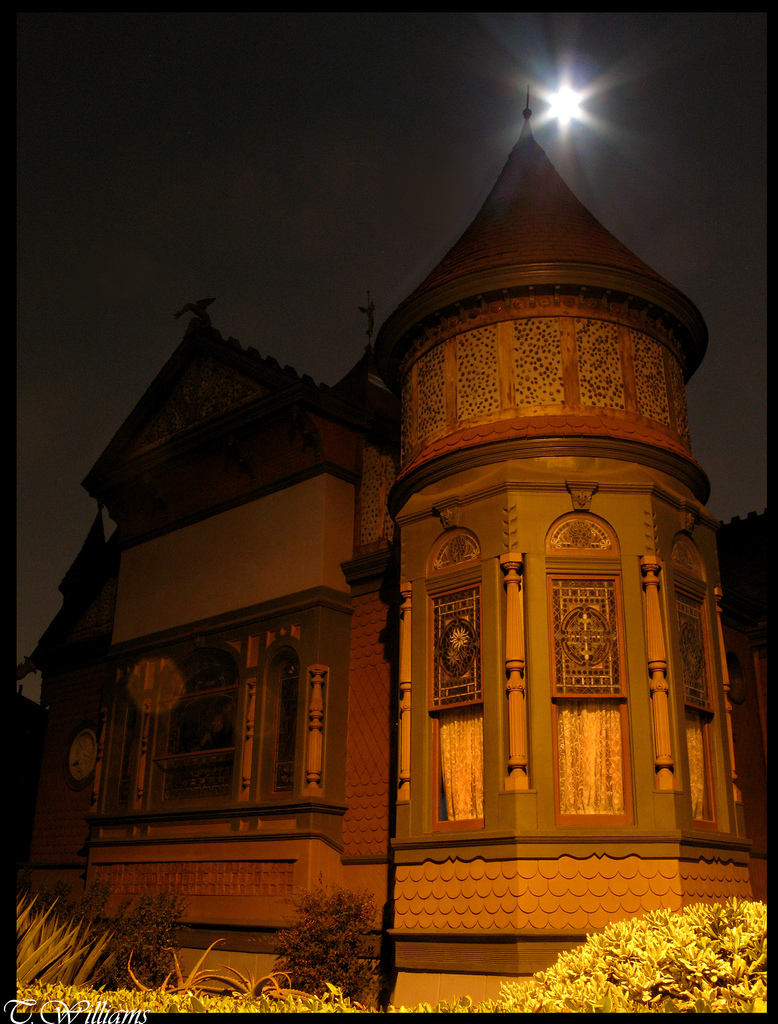
Die Villa Montezuma in San Diego wird heute als Baudenkmal im National Register of Historic Places geführt

Im April 1869 schiffte sich Shepard nach Frankreich ein, wo er, obgleich fast mittellos, in die Salons der höheren Kreise in Paris gelangte, die er mit seinem musikalischen Talent für sich interessieren konnte. Er will bei Empfängen der Marquise de Ricard, der Mme de Valois, der Duchesse de la Roche-Guyon, des Marquis de Planty, der Comtesse de Beausacq, der Fürstin Metternich, der Prinzessin Sophie Trubezkoi sowie für Alexandre Dumas père gespielt haben und versäumte es nach seiner Rückkehr in die USA nie, diese klingenden Namen zum Beweis seiner Reputation in Europa heranzuziehen. Wie es um diese tatsächlich stand, lässt sich kaum rekonstruieren – Edmund Wilson und noch Harold P. Simonsons Grierson-Biografie (1966) übernahmen dessen Angaben oft unhinterfragt, auch wenn sie an anderen Stellen seinen Hang zur verklärenden Legendenbildung durchaus erkannten.
Zuspruch will Shepard auch von Daniel-François-Esprit Auber, dem Leiter des Conservatoire de Paris, erhalten haben, und er soll im März 1870 eingeladen worden sein, die bedeutendste Solopartie in einer Messe von Léon Gastinel zu singen, die zur Feier von Mariä Verkündigung in der Notre Dame aufgeführt wurde. Einen Monat darauf, also rechtzeitig vor Ausbruch des Deutsch-Französischen Krieges, verließ er Frankreich, ließ sich zunächst in London nieder, das ihm allerdings kaum der Kultiviertheit der Pariser Salons des Zweiten Empire ebenbürtig erschien, und kehrte im Dezember des Jahres für kurze Zeit in die USA zurück. Bereits im April 1871 kam er wieder nach Europa und verbrachte den Sommer in Baden-Baden. Dort suchte und fand er Anschluss an die illustre Kurgesellschaft: Zu seinem Umgang zählten hier Pauline Viardot-García sowie Ferdinand Lassalles einstige Geliebte Helene von Racowitza; offenbar traf er auch auf Kaiser Wilhelm. Im Herbst des Jahres ging er zunächst nach Köln, wo er von Ferdinand Hiller eingeladen wurde, nach einem der Konzerte seines Orchesters im Kölner Dom am Piano zu improvisieren. Im Oktober reiste Shepard dann nach St. Petersburg, wo er sich wiederum in den höheren Kreisen bewegte und schließlich sogar ein Privatkonzert für den Zaren in Gattschina gab. Im Sommer 1872 verließ er Russland wieder und traf in London seine Eltern, die nach 23 zumeist enttäuschenden Jahren aus der Emigration nach England zurückgekehrt waren.
1874 kehrte Shepard wiederum in die USA zurück und ließ sich zunächst in New York, ein Jahr darauf in San Francisco nieder. 1877–78 verbrachte er ein Jahr in Australien, doch ist nicht bekannt, was ihn dazu veranlasste – er selbst hielt sich immer merklich bedeckt über die Jahre nach seiner zweiten Europareise. 1880 ist sein Aufenthalt in Chicago nachgewiesen, wo er als Medium auftrat und zwei Dollar Einlass für Séancen verlangte. Offenbar war er erstmals in St. Petersburg in Kontakt mit okkulten Lehren gekommen. In Chittenden ist er im Oktober 1874 erstmals auf Helena Blavatsky getroffen und suchte sie auch später gelegentlich in den Räumen ihrer „Theosophischen Gesellschaft“ in New York auf. Die Anziehung beruhte jedoch keinesfalls auf Gegenseitigkeit, denn wie aus ihren Briefen an Henry Steel Olcott hervorgeht, hielt Blavatsky Shepard für einen Scharlatan. Sie habe nicht nur herausgefunden, dass Shepards Behauptung, für den Zaren gespielt zu haben, falsch sei, sondern sie wisse auch von einem gewissen Musiklehrer, dem Shepard 32 Rubel gezahlt habe, um ihm gewisse russische Lieder beizubringen – ebenjene Lieder, die er in Chittenden gesungen hatte, „in einer dunklen Séance, als angeblich die Grisi und Lablache aus ihm sprachen!“. Auch öffentlich stellte sie Shepard bloß, etwa in einem Leserbrief an den Spiritual Scientist 1875, in dem sie sich mit beißendem Spott insbesondere über Shepards mediumistische Visionen der russischen Geschichte äußerte.
1885 traf Shepard den rund zwanzig Jahre jüngeren Lawrence Waldemar Tonner. In älteren Darstellungen wird taktvoll bis verschämt ein Bild von der Beziehung eines Meisters zu seinem „ergebenen Sekretär und Gefährten“ gezeichnet, doch kann man davon ausgehen, dass die beiden eine Liebesbeziehung führten. Sie sollten bis zu Griersons Tod 1927 zusammenleben. 1887 tauchte das Paar in San Diego auf, seit der Fertigstellung einer Eisenbahnlinie eine der am schnellsten wachsenden Boomtowns der USA. In der allgemeinen Goldgräberstimmung gelang es auch Tonner und Shepard, ihr Glück zu finden, wenn auch mit zweifelhaften Mitteln. Von den Immobilienspekulanten der Stadt wurde Shepard umbuhlt, da er die Stadt um Weltläufigkeit und Kunstsinn zu bereichern versprach und oftmals als Redner geladen wurde, um offiziösen Anlässen einen würdigen Rahmen zu verleihen. Mit seinem Charisma gelang es ihm insbesondere, die vermögenden Brüder John und William High für sich einzunehmen. Zwar hatten diese beiden zuvor schon ein Gutteil ihres Geldes an andere Spiritisten verloren, doch konnte Shepard sie davon überzeugen, dass er als Medium Botschaften von William Highs verstorbener Frau zu empfangen imstande sei. Die Verstorbene wies die Brüder demnach an, ihr ein Denkmal zu errichten, und zwar in Gestalt einer Villa, auszustatten nach Shepards Wünschen und Plänen. Die Highs verpfändeten all ihr Hab und Gut und begannen mit dem Bau, 1888 zogen Shepard und Tonner ein. Die heute noch erhaltene Villa Montezuma ist ein architektonisches Kuriosum, eine mit Türmchen, Zinnen und Glasmalereien geschmückte Historienfantasie. Hier hielt Shepard Empfänge, Konzerte und Seancen ab, bis 1889 – nach einer neuerlichen Reise nach Paris – das Geld der High-Brüder aufgebraucht war und er sich mit Tonner nach Europa absetzte.

### Jahre in Europa (1890–1913)
Die nächsten Jahre waren Shepard und Tonner oft auf Reisen in Europa. Die Stationen ihrer Wanderschaft lassen sich kaum rekonstruieren, doch spielte Shepard offenbar oft in Salons und Höfen in Deutschland, so in München, Hamburg, Leipzig, Stuttgart und Karlsruhe, vor dem sächsischen Königspaar in Dresden sowie 1892 im Gmundner Schloss Cumberland vor Prinz Ernst August II. von Hannover nebst Gattin Prinzessin Thyra von Dänemark. Bis er sich als Schriftsteller versuchte, gründete sich sein Ruhm auf seine musikalischen Leistungen. Sein Gesang wie sein Klavierspiel waren jedoch stets Improvisationen – da keine seiner Darbietungen je aufgezeichnet wurde, ist man bei der Beurteilung seiner Darbietungen auf das Zeugnis zeitgenössischer Zuhörer angewiesen. Spätestens seit er sich auch als Spiritist versuchte, erklärte Shepard seine Improvisationen zu Eingebungen aus der Welt der Geister. Noch zu seiner Zeit in St. Louis will er von einem Geist namens „Rachel“ besucht worden sein, der ihm eingeflüstert habe, sein Sangestalent zu schulen. Offenbar hatte er tatsächlich einen enormen Stimmumfang, der vom Sopran bis zum Bass reichte, so dass er in der Lage war, Duette mit sich selbst zu singen. Besonders beeindruckend wirkten auf sein Publikum Séancen, in denen er weibliche Stimmen channelte, sein Sopran soll von dem einer Frau nicht zu unterscheiden gewesen sein. Eindrucksvoll war auch sein Klavierspiel, das ihm ebenfalls von höherer Warte eingegeben worden sein soll. So channelte er bei seinen Darbietungen unter anderem Mozart, Meyerbeer, Beethoven, Rossini, Persiani, Liszt und Chopin. Aus seiner Zeit in der Villa Montezuma in San Diego ist unter anderem eine Séance dokumentiert, in der er in Trance Impressionen der altägyptischen Musik wiedergab. Hier wie auch bei seinen späteren Séancen wurde seine Musik von Lichterscheinungen begleitet, hinter denen man wohl Tonners technische Fertigkeiten vermuten darf. 1894 veröffentlichte etwa der (vermutlich selbsterklärte) Prinz Adam Wisniewski im Londoner Journal of Light einen Bericht über eine dieser Sitzungen:

„In vollständiger Dunkelheit setzten wir uns in einem Kreis um das Medium, das am Klavier Platz genommen hatte. Kaum waren die ersten Saiten angeschlagen, als plötzlich in jeder Ecke des Raumes Lichter aufblitzten… Das erste Stück, das durch ihn gespielt wurde, war eine Fantasie Thalbergs über die Arie aus Semiramide… das zweite eine Rhapsodie für vier Hände, gespielt von Thalberg und Liszt, mit erstaunlichem Feuer und von einer wahrhaftig großartigen Klangfülle. Trotz der außerordentlich komplexen Spieltechnik war da eine außerordentlich bewundernswerte Harmonie, nie hatte jemand der Anwesenden etwas Vergleichbares gehört, selbst von Liszt selbst, den ich persönlich kannte …“

1896 ließ sich das Paar dauerhaft in London nieder, wo Shepard seine schriftstellerische Karriere voranzubringen gedachte; hier nahm er auch erst den Namen Francis Grierson an. 1899 veröffentlichte er unter diesem Namen den Essayband Modern Mysticism and Other Essays, 1901 folgte The Celtic Temperament. Danach zog er sich weitgehend aus der Öffentlichkeit zurück und verwendete Jahre vor allem darauf, seine Kindheitserinnerungen zu schreiben. Nur wenig ist über Griersons Jahre in London bekannt. Van Wyck Brooks erinnerte sich 1952 in seinen Memoiren The Confident Years an „den alten Essayisten“ Francis Grierson als einen der vielen „seltsamen Fische“ (strange fish), die sich damals im „Londoner Ozean“ tummelten. Demnach lebte Grierson mit Tonner in einer Wohnung über einem Lebensmittelladen in Twickenham, wenn auch niemand die genaue Adresse kannte. Nur gelegentlich ließ er sich auf Einladung in einem Club in Richmond blicken, um Bewunderer zu empfangen. Die örtliche Lokalzeitung, die Twickenham Post, berichtete über diese Empfänge laut Brooks, als handele es sich bei Grierson um einen „literarischen Potentaten“ oder „weltberühmten Professor“, zu dem „die Großen der Welt wallfahrteten“. Hinter dieser PR-Arbeit machte er Tonner aus, Griersons „Sancho Panza“. In einer Episode berichtet Brooks, wie er in seinem Haus eines Abends Grierson zum Dinner empfing – als er schließlich nach Stunden den Gast zur Tür geleitete, fand er im Treppenhaus sitzend Tonner vor, der den gesamten Abend vor der Tür gewartet hatte.
1909 erschien schließlich The Valley of Shadows und wurde in England wie den USA von der Literaturkritik durchaus wohlwollend aufgenommen. Als habe die Veröffentlichung ihm eine Bürde genommen, veröffentlichte Grierson in den folgenden Jahren Essays in reger Folge, unter anderem in der Zeitschrift The New Age, einem der führenden Blätter der beginnenden literarischen Moderne. Als Arnold Bennett, der in seinen Tagebüchern ein recht uncharmantes Porträt Griersons zeichnete, ihn 1910 in Italien fragte, ob das Magazin ihn denn für die Artikel auch bezahle, antwortete Grierson ausweichend, dass „jemand“ ihn dafür bezahle. Offenbar verließ sich Grierson also wieder auf vermögende Gönner, und tatsächlich scheint sich um Grierson eine kleine, aber treue, fast kultartige Gefolgschaft geschart zu haben. Zu dieser zählte mindestens Edwin Björkman, der Musikkritiker von Harper’s Magazine, der sich wiederholt in extravaganten Superlativen über Griersons Darbietungen äußerte, und noch 1927 äußerte Shaemas O’Sheel in der New Republic die Ansicht, die literarische Qualität von The Valley of Shadows übertreffe alles „seit Homer und Xenophon“.
Zu Griersons Anziehungskraft wird seine grelle Erscheinung beigetragen haben, wenn diese auch auf die meisten Beobachter eher verstörend wirkte. Offenbar war er recht ektomorph, hochgewachsen, mit Händen, die auf dem Klavier anderthalb Oktaven greifen konnten, und riesigen Füßen, über die er häufiger selbst stolperte. Brooks schrieb, der alternde Grierson erscheine ihm zwar fast wie ein Scharlatan, verbreite aber zugleich den Eindruck einer „merkwürdigen Unschuld“: Gekleidet in abgetragene Tweed-Anzüge mit einer karminroten Krawatte, der Schnurrbart gefärbt, die Wangen gerougt; weiße Haare standen an den Ohren unter seiner Perücke ab und verrieten sein wahres Alter. Bennett beschrieb Grierson als „mysteriöse Person“ und wunderte sich über Griersons Weigerung, sich zum Mittagessen zu bekleiden – dieser zog es offenbar vor, im Pyjama zu speisen. Auch der Jungreporter der New York Evening Post, der Grierson bei seiner Rückkehr in die USA 1913 am Hafen von New York erwartete, zeigte sich sichtlich beunruhigt von Griersons Erscheinung: „Nie zuvor hatte ich einen Mann mit Rouge auf Wangen und Lippen und geschwärzten Brauen gesehen. Seine Haare waren sorgfältig zu einem geordneten Chaos über seine Brauen toupiert, seine Hände tadellos manikürt und mit zahllosen Ringen geschmückt, und dazu trug er ein dezent gefärbtes, sanft wallendes Halstuch.“ Mit zunehmendem Alter stand ihm diese Mode immer weniger gut zu Gesicht; ein Reporter der Los Angeles Times erinnerte sich, dass er in den 1920er Jahren einen Vortrag des betagten Grierson mit dem Titel Das Geheimnis ewiger Jugend besuchte; er sah in Grierson einen „kleinen alten Mann, der seinen Schnurrbart färbte, dick Lippenstift auftrug, seine Wangen grell rot schminkte und ganz offensichtlich ein Toupet trug – kurz, ein Scharlatan“.

### Rückkehr in die USA und Lebensende (1913–1927)

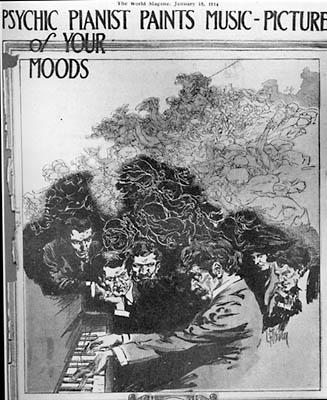
Das Titelblatt der Zeitschrift The World vom 18. Januar 1914 zeigt Grierson als „Psycho-Pianisten“

1913 verließen Grierson und Tonner nach 24 Jahren Europa in Vorahnung des Ersten Weltkrieges – in The Invincible Alliance (1911) und zahlreichen Vorträgen warnte er eindringlich vor deutschem Hegemoniestreben und mahnte ein dauerhaftes militärisches Bündnis zwischen Großbritannien und den USA an –, denn schon bald würde Deutschland einen Krieg beginnen, der nicht wie die Kriege der Vergangenheit eine „Modenschau“, sondern ein kühl „kalkuliertes Aushungern“ des Gegners darstellen würde. Am 30. November 1913 kehrten Grierson und Tonner an Bord der Lusitania nach 24 Jahren wieder in die USA zurück. Sie ließen sich zunächst in New York nieder. In den folgenden Jahren finanzierten sie sich durch Vortragsreisen entlang der amerikanischen Ostküste. Zwar scharte sich um Grierson auch in diesen Jahren eine ergebene Gefolgschaft, die sich von Griersons Weltläufigkeit und spiritueller Aura beeindrucken ließ, doch erschienen seine Ideen jüngeren Kommentatoren immer häufiger als obsolet. 1920, im Alter von 73 Jahren, ließ sich Grierson mit Tonner schließlich in Los Angeles nieder, wo er hoffte, in dem dort besonders großen Markt für religiöse und spirituelle Gewissheiten Fuß fassen zu können. Mit diesem Vorhaben hatte er jedoch nur bedingt Erfolg. So musste er, nachdem er keinen Verleger gefunden hatte, den Druck seines letzten veröffentlichten Werks aus eigener Tasche bezahlen. Es handelt sich hierbei um die Botschaften prominenter Verstorbener, die er mit dem von ihm entwickelten „Psychophon“ zwischen September 1920 und Mai 1921 empfangen und aufgezeichnet zu haben angab. Unter anderem ließ Grierson Benjamin Franklin, Thomas Jefferson, Daniel Webster sowie Otto von Bismarck zu Wort kommen.
Auch für seine Autobiografie (Anecdotes and Episodes), deren Manuskript heute verschollen ist, fand er keinen Verlag. Nachdem sich für Grierson und Tonner die Hoffnungen auf ein Auskommen durch Séancen und Vorträge zerschlagen hatten, bildeten sie schließlich eine Wohngemeinschaft mit dem exilierten ungarischen Grafen Mihály Teleki nebst dessen Mutter, die nach dem Vertrag von Trianon von ihrem siebenbürgischen Schloss Gernyeszeg vertrieben worden waren, und eröffneten mit diesen eine Trockenreinigung. Dennoch verarmte Grierson nunmehr zusehends und musste die vielen Geschenke verpfänden, die er zu seiner großen Zeit angehäuft hatte, darunter eine Taschenuhr, die ihm angeblich Eduard VII. geschenkt hatte. Zuletzt erhielt er Zuwendungen von der südkalifornischen Wohlfahrt. Freunde organisierten am 29. Mai 1927 ein Benefiz-Dinner für Grierson, in dessen Rahmen der 78-Jährige auch eine seiner gerühmten Klavierimprovisationen spielte. Am Ende des Vortrags verharrte er unüblich lange still vor der Tastatur, bis die Gäste merkten, dass er dahingeschieden war.

## Werk

### Essays
Griersons Essays sind das Produkt der ästhetizistischen Mentalität des Fin de Siècle, wenn sie sich auch oft einer eindeutigen Kategorisierung oder auch nur Zusammenfassung entziehen. Seine Beobachtungen zu Kunst und Gesellschaft sind in einem recht nebulösen, orakelhaften Stil gehalten. Grobe Verallgemeinerungen und gewagte Behauptungen dominieren, halten einer logischen Analyse aber nur selten stand. In längeren Texten vermag er seine Argumentation kaum je auf einen Punkt zu bringen; wie etwa Theodore Spencer anmerkte, kommen sie nicht recht zum Ende – sie hören einfach auf; versuchte er sich an kürzeren Formen wie dem Epigramm oder dem Aphorismus, erscheinen die Ergebnisse nicht selten banal oder gar peinlich. Auf Wilson machten die Essays einen „seltsamen Eindruck“ – ihre Sprache scheine zwar stets präzise und bedeutungsschwanger, doch ließen ihn ganze Absätze oft ratlos zurück – beim Lesen von Griersons Essays beschlich ihn oftmals das Gefühl, dass das „Sichtbare und Greifbare dahinschwinden und ihre Bedeutung verlieren, dass das konkrete Bild und das bestimmte Wort sich jederzeit in reines Daherfabulieren verflüchtigen.“ Wilson tat Griersons Essays jedoch keineswegs als Scharlatanerie ab, sondern deutete das vermeintliche Geschwurbel etwa über die „psychische Tatkraft des Genies“ oder das „keltische Temperament“ als aufrichtige Versuche Griersons, sich seine eigenen rätselhaften Begabungen zu erklären, die er subjektiv tatsächlich als Ausdruck einer jenseitigen spirituellen Quelle empfand.
Theodore Spencer teilt Griersons Essays in drei Themengruppen ein: „mystische“ oder „semimystische“ Aufsätze; Beobachtungen zu allgemeinen gesellschaftlichen und politischen Entwicklungen; sowie anekdotische Schilderungen über persönliche Bekanntschaften und Erlebnisse wie in Parisian Portraits (1911). Die „mystischen“ oder besser ästhetischen Essays weisen Grierson als späten Erben der Romantik aus. Der Kosmos schien ihm dem Verstand nicht erfahrbaren Gesetzen einer höheren Macht zu folgen, der allein der Künstler in Momenten mystischer Entrückung nahezukommen vermag. In vielen Essays beklagte er daher den positivistischen Zeitgeist und mahnte zur Besinnung auf das Wahre, insbesondere aber auf das Schöne. Sein Idealismus nahm dabei gelegentlich recht seltsame Formen an, so etwa in dem Band The Celtic Temperament (1901), in dem er in einem Essay im fortwirkenden „keltischen Gemüt“ die spirituelle Basis der englischsprachigen Welt sah, empfahl in zwei anderen (Practical Pessimism sowie The Hebraic Inspiration) hingegen den „hebräischen Geist“ der Propheten des Alten Testaments zur Besinnung gegen die Verrohungen, die der schädliche griechisch-römische Geist über die europäische Kultur gebracht habe. In den Künsten sah Grierson allenthalben Zeichen des Niedergangs. So findet sich schon in seinem ersten Band ein scharfer Angriff auf Émile Zola, dessen realistisches Programm ihm als Verrat am Auftrag der Kunst erschien. In seinen späteren Essays erscheint Griersons Kulturpessimismus immer schriller und unzeitgemäßer, wortreich beklagte er wieder und wieder den Niedergang „spiritueller“ Werte, den Aufstieg eines groben Materialismus, die Zügellosigkeit des beginnenden Jazz Age (insbesondere das „barbarische“ Saxophon und Tänze mit „synkopierten Umarmungen“), den zunehmenden Alkohol- und Tabakkonsum, warnte vor Kubismus, Psychoanalyse und insbesondere vor der doppelten Bedrohung der englischsprachigen Welt durch die „Gelbe Gefahr“ und die „Verpreußung“ der USA durch die Vielzahl von Einwanderern „teutonischen“ Bluts und Gemüts. In seinen letzten Essaybänden Illusions and Realities of the War und Abraham Lincoln, The Practical Mystic (1918) erscheinen Griersons Ausführungen dann, wie Wilson anmerkte, „offen millenaristisch.“ Ein neues Zeitalter der Läuterung, eingeläutet von Lincolns übermenschlichem Genie, sah er nun mit der Prohibition herannahen; sie sei nur der erste Schritt, dem Gesetze zur Schließung von Bars und Saloons, dem Verbot aller Filme und Bilder, die nicht der moralischen oder religiösen Erbauung dienten, bis hin zu Gesetzen zur vollkommenen Abschaffung der Großstädte folgen würden.

### The Valley of Shadows
Noch zu seinen Lebzeiten geriet Griersons Werk weitgehend in Vergessenheit; allein Carl Sandburg, der die Lincoln-Legende im 20. Jahrhundert noch festigte, zitierte Grierson bisweilen. 1948 erschien The Valley of Shadows dann in der Buchreihe The History Book Club. Bernard DeVoto forderte in einer vorangestellten Herausgebernotiz Klassikerstatus für das Werk ein; Edmund Wilson, der seinerzeit wohl geachtetste amerikanische Literaturkritiker, schloss sich dieser Einschätzung kurz darauf in einer ausführlichen Rezension für den New Yorker an. Eine überarbeitete Fassung der Rezension findet sich in Wilsons Band Patriotic Gore (1962), der die Literatur des Bürgerkrieges zu Thema hat. Seither sind dennoch nur eine Handvoll literaturwissenschaftlicher Arbeiten publiziert worden, die sich mit Grierson befassen. Zwar erschienen 1966, 1970 und 1990 immerhin Neuauflagen von The Valley of Shadows, doch nimmt das Werk in den Worten des Literaturwissenschaftlers James Hurt „einen seltsamen Platz in der amerikanischen Literaturgeschichte ein, wieder und wieder klopft es an der Türe des etablierten Kanons, wird aber nie recht eingelassen“. Nur in spezialisierten Studien zur Regionalliteratur des Mittleren Westens wird es gelegentlich behandelt, in den gängigen Darstellungen der amerikanischen Literaturgeschichte jedoch nicht erwähnt. Grierson verwendete auf das Verfassen seiner Kindheitserinnerungen große Sorgfalt; über gut zehn Jahre polierte er wieder und wieder jeden Satz und veröffentlichte zu dieser Zeit kaum anderes. Besonders bemerkenswert erscheinen Stil und Sujet des Werks im Kontrast zu Griersons anderen Werken, in den Worten Edmund Wilsons:

„Grierson […] begann als europäischer Schriftsteller, der kaum je besser als zweitklassig wurde, und schrieb erst ein erstklassiges Buch, als er sich wieder amerikanischen Themen zuwandte. Das Spektakel, wie aus diesem recht blassen Schöpfer französischer pensées endlich die Dialekte von Mark Twain und Uncle Remus hervorbrechen, ist eine der seltsamsten Anomalien unserer Literaturgeschichte. Der Kenner der modernen französischen Dichter, der Kritiker von Wagner und Nietzsche, erwies sich schließlich als keinem von diesen so nahe wie Lincoln. Der Schmeichler der Duchesse de La Roche-Guyon, der Comtesse de Beausacq und der Prinzessin Bonaparte-Ratazzi konnte schließlich doch um einiges eloquenter über Kezia, die Frau Silas Jordans, schreiben als über jene Damen.“

Silas Jordan und seine Frau Kezia sind zwei der wiederkehrenden Figuren in The Valley of Shadows, die als einfache Farmer in der weiten Prärie von Illinois den Unbilden der Natur trotzen. In dieser urtümlich wirkenden Landschaft werden sie zugleich Zeugen und Akteure der Entwicklungen, die in wenigen Jahren zum Bürgerkrieg, dem tiefsten Einschnitt der amerikanischen Geschichte führen sollten. In religiöser Hinsicht wurden breite Bevölkerungsschichten von einer Erweckungsbewegung erfasst, die in sogenannten camp meetings mit Tausenden Gläubigen gipfelte und zu einem Erstarken der zuvor oft verfemten Bewegung der Abolitionisten führte; politisch spiegelte sich diese Entwicklung im Aufstieg Abraham Lincolns zum Führer der Republikanischen Partei wider. So schildert Grierson, wie in den Häusern seiner Familie und der Nachbarn entlaufene Sklaven versteckt wurden und bezahlte Sklavenjäger die Gegend durchkämmten: Sein Heim war so eine Station der sogenannten „Underground Railroad“, über die Tausende Sklaven durch die illegale Hilfe weißer Sklavereigegner nach Kanada geschmuggelt wurden, wo sie die Freiheit erwartete. Einen Höhepunkt von The Valley of Shadows bildet die Schilderung eines camp meetings, in dessen Verlauf es zwischen all den Predigten zu gewalttätigen Auseinandersetzungen zwischen Abolitionisten und ihren Gegnern kam. Auf beiden Seiten ist am Ende der Veranstaltung ein Todesopfer zu beklagen – ein Omen des bevorstehenden Krieges.
Bei aller präzisen Milieuschilderung ist The Valley of Shadows keineswegs einem realistischen oder gar naturalistischen Programm verpflichtet, ganz im Gegenteil erscheinen die Landschaftsschilderungen teils wie ein symbolistisches Prosagedicht. Grierson gelingt es, mit eindrücklichen Schilderungen der Natur, insbesondere der eigentümlichen Momente vollkommener Stille (silences), die sich in manchen Nächten einstellen, nicht nur, eine dichte Atmosphäre zu schaffen, sondern die Prärie zu einem mystischen Ort zu verklären, an dem man des Wirkens und Webens höherer Mächte teilhaftig werden kann. Naturereignisse wie der Blitzschlag während des camp meetings oder das unvermittelte Auftauchen von Donatis Komet künden bedeutungsschwanger von den kommenden Umwälzungen. Die einfachen, ungebildeten Bewohner dieser abgelegenen Landschaft wachsen in Griersons Schilderung zu nachgerade alttestamentlicher Statur, Edmund Wilson etwa charakterisierte das Buch als „geistliches Spiel“ (sacred drama). Das vermeintlich hinterwälderische Illinois erscheint hier nicht nur als Metonymie der Vereinigten Staaten (der Staat ist in DeVotos Worten the core of the American Heartland, der „Kern des amerikanischen Herzlandes“), sondern ist für Grierson der Schauplatz von Entwicklungen, die nichts Geringeres als eine „neue Ära der Menschheitsgeschichte“ einläuten sollten. Abraham Lincoln, den Grierson in einem späteren Essay als den „größten praktischen Mystiker, den die Welt seit zweitausend Jahren gesehen hat“, bezeichnete, erscheint als messianische Erlöserfigur, der die Amerikaner durch ein „Tal der Schatten“ (hier klingt die King-James-Übersetzung des 23. Psalms an: Yea, though I walk through the valley of the shadow of death, I will fear no evil) in ein neues Kanaan führen würde. Wie Grierson in seinem Vorwort schreibt, „erleuchtete“ Lincolns Genie um 1858 erst die Gegend um Springfield, die Hauptstadt Illinois’, und durchdrang „alle Herzen, Überzeugungen, Parteien und Institutionen,“ bevor sich sein „mystischer“ Geist mit der Wahl zum Präsidenten auf das gesamte Land ausweitete. In Patriotic Gore macht Edmund Wilson deutlich, dass Griersons Verständnis des Bürgerkriegs als apokalyptisches Ereignis keineswegs so extravagant ist, wie es auf den heutigen Leser wirken mag, sondern dass die heilsgeschichtliche Überhöhung des Konflikts und der Person Lincolns in der zeitgenössischen Literatur allgegenwärtig erscheint, so etwa in Julia Ward Howes Battle Hymn of the Republic und den vielen geradezu hagiographischen Lincoln-Biographien, die das Bild des Krieges nachhaltig beeinflusst haben.